# Planète à gogos
Planète à gogos (titre original : The Space Merchants ou Les Marchands de l'Espace) est un roman de science-fiction et satire futuriste des auteurs américains Frederik Pohl et Cyril M. Kornbluth, paru en 1953.

## Apport de l'ouvrage à la science-fiction
Un grand succès, aussi bien commercial que critique, il a été vendu plus de dix millions de copies et a été traduit en vingt-cinq langues. 
Certains historiens de la littérature (comme Kingsley Amis) considèrent Planète à gogos comme la meilleure œuvre de science-fiction jamais écrite. Un deuxième roman, continuation de celui-ci, a été publié en 1984 sous le titre Les Gogos contre-attaquent.

## Thèmes principaux
Outre la vive satire sociale du capitalisme et de la publicité, habituelle à Pohl comme à Kornbluth, ici réunis, le livre contient des allusions à d'autres thèmes :
- Les meilleurs fers de lance de très grandes entreprises peuvent quand ils le veulent utiliser leur talent à les démolir.
- On ne s'interroge sur une situation d'injustice que lorsqu'on a cessé d'en bénéficier soi-même.
- Connaître les ficelles du marketing permet dans une certaine mesure d'échapper un peu à son emprise.
- Une expérience vécue retourne parfois totalement une conception du monde.
- On ne connaît pas toujours aussi bien qu'on le croit une femme aimée (surprise totale gardée pour la fin du livre).
- Une description (qui se voudrait réaliste) d'une fabrication de viande artificielle : le Poulgrain.
- Une fuite des héros avec un navire spatial préparé en secret pour échapper à l'emprise de la civilisation pervertie.

## Résumé
Dans un monde largement surpeuplé, les entreprises ont pris la place des gouvernements et détiennent maintenant tous les pouvoirs politiques. Les États n'existent que pour assurer la survie des grandes sociétés trans-nationales. La publicité est devenue extrêmement agressive et est, de loin, la profession la mieux rémunérée. Grâce à la publicité, le public est constamment dupé dans la croyance que la qualité de vie est améliorée par tous les produits mis sur le marché. Certains de ces produits contiennent des substances addictives conçues pour rendre les consommateurs dépendants. Cependant, les éléments les plus fondamentaux de la vie sont extrêmement rares, y compris l'eau et le carburant.
Les moyens de transport personnels sont actionnés par pédales, les rickshaw étant considérés comme un luxe. La planète Vénus vient d'être visitée et jugée apte à l'établissement d'humains, en dépit de sa surface inhospitalière et du climat : les colons devront endurer un climat rude pendant de nombreuses générations jusqu'à ce que la planète puisse être terraformée.
Le protagoniste, Mitch Courtenay, est un rédacteur vedette de l'agence de publicité Schocken Fowler ; il est chargé de la campagne publicitaire pour attirer des colons sur Vénus. Mais ce qui arrive le dépasse. Cela devient vite un conte de mystères et d'intrigues, dans laquelle la plupart des personnages ne sont pas ce qu'ils semblent, et la loyauté et la vie de Mitch changent radicalement au cours du récit.